# On Fairy-Stories
On Fairy-Stories ist ein Essay des Schriftstellers und Philologen J. R. R. Tolkien aus dem Jahr 1939. In einem Vortrag am 8. März 1939 referierte Tolkien über die fairy-stories (Märchen, fantastische Geschichten) als Literaturform und darüber, was diese Geschichten ausmacht.

## Hintergrund
Das Essay wurde ursprünglich unter dem Titel Fairy Stories verfasst und war als Beitrag zu der nach Andrew Lang benannten Vortragsreihe an der University of St Andrews in Schottland entstanden. Im Jahr 1947 erschien das Werk erstmals in etwas abgeänderter Form als gedruckte Version in einer Festschrift Essays Presented to Charles Williams, in der Essays von weiteren Autoren wie Clive Staples Lewis, Warren Hamilton Lewis, Dorothy Leigh Sayers, Arthur Owen Barfield und Gervase Mathew enthalten waren. Charles Williams war wie die Gebrüder Lewis und Tolkien ein Mitglied der Inklings, die sich in den 1930er Jahren regelmäßig an der Universität Oxford zu einem literarischen Diskussionskreis zusammenfanden. Geplant war die Präsentation des Essaybandes nach der Rückkehr von Williams am Ende des Zweiten Weltkrieges. Da Williams jedoch am 15. Mai 1945 verstarb, wurde das Buch zu seinem Gedenken herausgegeben.
On Fairy-Stories wurde im Jahre 1966 in The Tolkien Reader und 1964 gemeinsam mit Leaf by Niggle im Buch Tree and Leaf veröffentlicht.

## Inhalt
Die Abhandlung Tolkiens über die Bedeutung der Märchen fand reges Interesse. Er vergleicht darin die Rolle des Erzählers der „fairy-stories“ und der fiktiven Welten mit der Schöpferkraft Gottes. Das Wesen fantastischer Geschichten oder Legenden beruhte nach seiner Meinung auf der „sub-creation“ des Erzählers. Diese „sub-creation“ lässt die Visionen der Fantasie erst wirksam werden. In dem Vortrag prägte Tolkien zudem den Begriff der „Eukatastrophe“. Diese bezeichnet die Wendung einer Handlung zum Guten, also zum „Happy End“ einer Geschichte.
In der Vorlesung fasste Tolkien seine eigenen Erkenntnisse über die fantastische Literatur und die Aspekte der Mythologie zusammen. Eine seiner Thesen besagte, dass „fairy-stories“ nicht generell als Märchenerzählungen für Kinder angelegt seien. Der Erzähler schafft quasi als „Nebenschöpfer“ für das Publikum eine Parallelwelt. Diese fantastische Umgebung kann der Zuhörer oder Leser in der eigenen Gedankenwelt betreten. Alles dort erscheint real und greifbar, solange er sich in diesem Raum bewegt, alles erscheint natürlich und wird vom Publikum nicht hinterfragt.
Tolkien selbst sagte dazu laut Aussage in Humphrey Carpenters Biografie:

“What really happens, […] is that the story-maker proves a successful ‘sub-creator’. He makes a Secondary World which your mind can enter. Inside it, what he relates is “true”: it accords with the laws of that world. You therefore believe it, while you are, as it were, inside. The moment disbelief arises, the spell is broken; the magic, or rather art, has failed. You are then out in the Primary World again, looking at the little abortive Secondary World from outside.”

„Was eigentlich geschieht, […] ist, daß sich der Erzähler als ein erfolgreicher ‚Nebenschöpfer‘ erweist. Er schafft eine Sekundärwelt, die unser Geist betreten kann. Darinnen ist ‚wahr‘, was er erzählt: Es stimmt mit den Gesetzen jener Welt überein. Daher glauben wir es, solange wir uns gewissermaßen darinnen befinden. Sobald Unglaube aufkommt, ist der Bann gebrochen; der Zauber, oder vielmehr die Kunst, hat versagt. Und dann sind wir wieder in der Primärwelt und betrachten die kleine, mißlungene Sekundärwelt von außen.“

Die Nebenschöpfung („sub-creation“) zeigt eine Abhängigkeit der Fantasie von der realen Welt, da der Autor immer auf ihm Bekanntes zurückgreifen muss, selbst wenn er etwas völlig Unbekanntes beschreiben möchte. Daher benutzte Tolkien hier die Begriffe einer primären und sekundären Welt. Nach Tolkiens Ansicht muss eine Schöpfung oder Kreation, unabhängig davon, ob es sich dabei um ein Musikstück, ein Bild, ein plastisches Kunstwerk oder eine „fairy-story“ handelt, für sich einen Anspruch auf Wahrhaftigkeit oder Wahrheit erheben, da sie sonst unglaubwürdig ist. Er stellte also bei seiner Definition, was eine „fairy-story“ ausmacht, den Anspruch auf Glaubwürdigkeit.

### Tolkiens Definition der fairy-story
Tolkien befasste sich in dem Vortrag zunächst mit der Frage des Begriffs „fairy-stories“. Laut dem Oxford English Dictionary handelt es sich um „a children’s tale about magical and imaginary beings and lands“, also eine Erzählung für Kinder über magische und imaginäre Wesen und Länder. Ebenso wie dieser Eintrag Tolkien ungeeignet erschien, verhielt es sich mit dem Begriff „fairy“, als ein kleines unwirkliches Wesen in menschenähnlicher Form, das magische Kräfte besitzt, und überwiegend als weibliche Art in Erscheinung tritt. Märchen (fairy-story) wurden seit einem Eintrag aus dem Jahr 1750 wie folgt definiert: Entweder eine Erzählung oder Legende über Feen (fairies) oder eine unwirkliche, unglaubliche Geschichte bis hin zur Unwahrheit also quasi einem Lügenmärchen.
Tolkien nahm hier insbesondere auf den ersten Aspekt Bezug, den er jedoch etwas weiter gefasst sehen wollte, da ihm die Definition des lexikografischen Eintrags zu eng mit dem Begriff der Feen als „übernatürliche Wesen von geringer Größe, die im Volksglauben magische Kräfte besitzen und großen Einfluss zum Guten oder zum Bösen über die Angelegenheiten des Menschen haben sollen“ verbunden schien. Mit einem Auszug aus der Ballade über Thomas the Rhymer versuchte er auszudrücken, dass der Weg ins Feenland weder eine Straße sei, die in den Himmel führe noch in die Hölle.
| Thomas the Rhymer | deutsche Übersetzung |
| --- | --- |
| O see ye not yon narrow road So thick beset wi’ thorns and briers? That is the path of Righteousness, Though after it but few inquires. And see ye not yon braid, braid road That lies across the lily leven? That is the path of Wickedness, Though some call it the Road to Heaven. And see ye not yon bonny road That winds about yon fernie brae? That is the road to fair Elfland Where thou and I this night maun gae | Oh siehst du nicht diesen schmalen Weg So dick besetzt mit Dornen und Disteln? Das ist der Pfad der Rechtschaffenheit, Und doch wird er nur von wenigen erwählt. Und siehst du nicht den weiten, breiten Weg Der quer über das Lilienfeld führt? Das ist der Pfad der Schlechtigkeit. Auch wenn manche ihn die Straße zum Himmel nennen. Und siehst du nicht diesen lieblichen Weg Der sich über den Abhang windet im Farn? Das ist der Weg ins schöne Elfenland Wo du und ich heute Nacht traumwandeln. |

Auch beschäftigte ihn die Frage, warum Feen oftmals als kleinwüchsige Wesen beschrieben wurden. In den Erzählungen über das Land „Fairie“ gab es seit alters her auch kleinwüchsige Bewohner, die aber kaum unter den Begriff diminutiv fallen und die Kleinwüchsigkeit war kein charakteristisches Merkmal dieser Menschenrasse. Daher vermutete Tolkien, dass sich das Bild dieser Wesen, welches sich in England verbreitet hatte, ein Produkt der literarischen Fantasie der Erzähler darstellte. Im normalen englischen Sprachgebrauch sind „fairy-stories“ keine Geschichten über Feen oder Elfen, sondern über „Fairy“ oder „Faerie“, ein Reich oder einen Staat, in dem Feen heimisch sind. In dem Land „Faerie“ existieren neben Elfen und Feen, beispielsweise Drachen, Hexen, Riesen, Trolle, Zauberer und Zwerge. Es gibt dort ebensolche Meere, eine Sonne, den Mond oder Himmel und Erde und auch die Menschen, wenn sie sich von diesem Land verzaubern lassen oder selbst verzaubert sind.
Tolkien benutzte in seinem Vortrag bewusst die Begriffe „fairy-story“ (Feengeschichte) und nicht „fairy-tale“ (Feenmärchen). Er beschrieb, was nach seiner Ansicht nicht als „fairy-story“ angesehen werden kann. Wie gut eine „fairy-story“ also ist, hängt davon ab, ob beim Publikum Zweifel an der Glaubwürdigkeit der Ereignisse aufkommen. Sobald sich der Unglaube ausbreitet, ist der Leser geneigt in die Primärwelt zurückzukehren und das Ganze als Humbug abzutun, anderenfalls wird er in der Sekundärwelt verharren und den Verlauf der Geschichte weiter verfolgen.

### Abgrenzung der fairy-story von anderen fantastischen Erzählungen
Tolkien unterscheidet hier zwischen „fairy-stories“, die von „Faerie“ erzählen und Geschichten wie beispielsweise der Reise nach Liliput (A Voyage to Liliput) von der im Blue fairy book von Andrew Lang erzählt wird, da deren Protagonisten in der Primärwelt leben. Es wurde nach Tolkiens Ansicht in den „Twelve books of twelve colours“ aufgenommen, weil die Bewohner Liliputs sich durch ihre Kleinwüchsigkeit auszeichnen. Aber diese Kleinheit ist in „Faerie“, ebenso wie in der realen Welt nur eine genetische Variante. Pygmäen sind nach seiner Auffassung den Feenwesen nicht näher als beispielsweise die Bewohner Patagoniens. Derartige Erzählungen schloss Tolkien von dem Begriff der „fairy-story“ aus und ordnete sie einer anderen literarischen Art wie der Satire (Die Abenteuer des Barons von Münchhausen) oder fantastischen Reiseberichten zu. Auch wenn sie von vielen wundersamen Dingen berichten so doch immer von Ereignissen, die sich in der sterblichen Welt abspielen könnten; zu irgendeiner Zeit oder an einem Ort in der realen Welt.
Kindermärchen wie beispielsweise Aschenputtel oder Rotkäppchen zählte Tolkien nicht zu den „fairy-stories“, sondern charakterisierte sie als Märchenerzählungen, da in ihnen oftmals keine Feen enthalten sind und der fantastische Aspekt zumeist fehlt. Geschichten, die als wesentliches Merkmal die Satire nutzen oder die dem realen Verhalten einen Spiegel vorhalten gehören ebenso nicht dazu wie Traumgeschichten (beispielsweise Lewis Carrolls Alice im Wunderland).

### Ursprünge der fairy-story
Ein weiterer Punkt mit dem sich Tolkien in dem Essay im Abschnitt „Origins“ beschäftigte waren die Quellen der Erzählungen. Er befasste sich insbesondere mit der Herkunft der Märchenelemente und der Frage nach den Ursprüngen ihrer Sprache und der beabsichtigten Wirkung. Woher kommen die Märchenelemente wie beispielsweise entnehmbare Herzen (Das kalte Herz), Roben aus Schwanenfedern (Schwanenjungfrau), magische Ringe, willkürlich erscheinende Verbote oder Aufgaben, böse Stiefmütter (Schneewittchen, Aschenputtel) oder die Feen (Dornröschen) selbst. Die rein wissenschaftliche Betrachtung, wie sie durch Volkskundler oder Anthropologen getätigt werden, führte dabei, nach Tolkiens Meinung, zu Fehlinterpretationen, da die Geschichten nicht in ihrer ursprünglichen Verwendung betrachtet, sondern in die Richtung des eigenen Interessengebiets ausgelegt würden. Dabei würde oftmals davon ausgegangen, dass beispielsweise Erzählungen, in denen gleiche Elemente vorkommen, die ein sehr ähnliches volkstümliches Motiv aufweisen oder sich aus Kombinationen von diesen zusammensetzen, auf einer identischen Geschichte basieren. So wurde in Abhandlungen beschrieben, dass Beowulf lediglich eine Variante von Dat Erdmänneken darstelle oder die Erzählung Black Bull of Norroway sei identisch mit Die Schöne und das Biest. Der Frage nach den Ursprüngen maß er jedoch keine tragende Rolle in seinem Vortrag bei. Zudem kamen nach seiner Meinung hier drei Punkte zusammen, die zur Entstehung der „fairy-story“ führten. Die eigenständige Erfindung des Urhebers, die Weitergabe und die Veränderung oder Vermischung bei der Verbreitung haben einen Einfluss auf die endgültige Geschichte, die sich im Nachhinein nur schwerlich ergründen lasse. Von diesen Ursprüngen sah er die Erfindung also die Urheberschaft als die wichtigste aber auch die geheimnisvollste an.
Tolkien sah daher drei Dinge als wichtige Voraussetzungen für eine „fairy-story“ an. Den erfinderischen Geist („incarnate mind“), die Sprache („the tongue“) und die Erzählung („the tale“) selbst, als gleichwertige oder nebeneinander existierende Teile. Der menschliche Geist ist mit der Gabe der Abstraktion und Vereinheitlichung ausgestattet. So nimmt er gleichzeitig mehrere Informationen auf und verbindet sie zu einem Bild. Das Adjektiv grün macht Gras zu grünem Gras und Tolkien meinte, dass Adjektive durchaus vergleichbar seien mit magischen Zauberformeln im Reich „Faerie“, da sie wie die Teile einer mythischen Grammatik in einer Erzählung wirken. Nimmt der Erzähler das grün des Grases und färbt damit die Gesichtszüge eines Menschen so erzeugt er dadurch beispielsweise eine Horrorgestalt, oder er lässt einen blauen Mond über einem Wald mit silbern belaubten Bäumen erstrahlen. Mit diesen kleinen Veränderungen beginnt das, was als Fantasie bezeichnet wird und neue Formen hervorbringt. Dort sah Tolkien den Beginn von dem was „Faerie“ ausmacht und den Menschen, den Erzähler zum „Sub-Creator“, als Schöpfer neuer Formen und Geschichten.

### Funktion der fairy-story
Weitere wichtige Aspekte, denen sich Tolkien in dem Vortrag widmete, waren das angesprochene Publikum und der Zweck den die Geschichten erfüllen sollen. Er stellte die Frage, ob sich „fairy-stories“ generell an Kinder wenden und versuchte darzustellen, dass es aus seiner Sicht nicht so ist.

“What, if any, are the values and functions of fairy-stories now”

„Was sind, wenn überhaupt, nun die Werte und Funktionen der fairy-stories“

Obwohl Kinder als geeignete Zielgruppe für Märchen galten, stellte Tolkien dem gegenüber, dass Erwachsene diese möglicherweise zu ihrem eigenen Vergnügen lesen. Tolkien sah die Verbindung zwischen Kindern und „fairy-stories“ als eine Art von Fehler in der eigenen Historie („an accident of our domestic history“) an. Diese Märchengeschichten wurden in die Kinderzimmer verbannt, doch seien es nicht die Kinder, die diese Erzählungen für sich auswählen. Unter ihnen gäbe es ebenso wie bei den Erwachsenen nur einige, die eine gewisse Vorliebe für „fairy-stories“ hätten, die jedoch nicht dominant sei. Auch wenn es durchaus Geschichten gäbe, die auf Kinder zugeschnitten oder angepasst worden seien, doch sagte Tolkien:

“Fairy-stories banished in this way, cut off from a full adult art, would in the end be ruined; indeed in so far as they have been so banished, they have been ruined.”

„Werden Fairy-stories auf diese Weise verbannt, vollkommen abgetrennt von einer Kunst der Erwachsenen, würden sie am Ende ruiniert werden; tatsächlich, soweit sie derart verbannt worden sind, wurden sie ruiniert.“

Ein Grund dafür, dass „fairy-stories“ oftmals mit Kindern verbunden werden, könnte nach Tolkiens Meinung die Vermutung sein, dass der Geschichtenerfinder bewusst auf deren Leichtgläubigkeit und die fehlende Erfahrung abzielt, mit der reale Fakten von Fiktion unterschieden werden können. Denn ein wichtiges Merkmal sei scheinbar der Glaube daran, dass etwas existieren oder sich ähnlich in der Primärwelt ereignen könnte. Diesen Geisteszustand umschrieb Tolkien als „willing suspension of disbelief“ (eine willentliche Unterdrückung des Unglaubens). Dies bezweifelte Tolkien und sah in dem Erfinder den Erschaffer einer Sekundärwelt, die im Geiste betreten werden könne. Innerhalb dieser Welt aber sei „wahr“, wovon der Erzähler berichtet. Tolkien selbst erinnerte sich nicht daran, dass er bei der Lektüre oder während des Zuhörens je einen „wish to believe“, also einen „Wunsch zu glauben“ verspürte, sondern mehr den danach mehr zu erfahren. Der Sinn der „fairy-stories“ ist nicht in erster Linie darauf ausgelegt etwas Mögliches darzustellen, sondern etwas Wünschenswertes. Wenn die Geschichten Wünsche erwecken und diese erfüllen, während diese Sehnsüchte oftmals unerträglich zu werden scheinen, dann haben sie, nach Tolkiens Meinung, ihren Zweck erfüllt.

## Mittelerde, Tolkiens fairy-story
Der Anspruch Tolkiens auf Wahrhaftigkeit zeigt sich auch in seinen Werken rund um Mittelerde. Obwohl es in der realen Welt höchst selten vorkommt, so ist es in der Erzählung Der Herr der Ringe durchaus realistisch, dass ein Hobbit wie Bilbo Beutlin dort seinen 111. Geburtstag feiert. Solange sich der Leser gedanklich innerhalb der Sekundärwelt Mittelerde befindet, ist es also „wahr“, selbst dann, wenn es sich so niemals tatsächlich in der Primärwelt abgespielt hat. Es wird glaubhaft vermittelt, dass es dort im Jahr 3018 des dritten Zeitalters geschehen ist. Wie wahrhaftig Tolkiens Darstellungen insbesondere im Herrn der Ringe waren zeigt sich vielleicht daran, dass ihm oftmals nachgesagt wurde, dass er in den Ringkrieg seine eigenen Erlebnisse aus dem Ersten Weltkrieg einfließen ließ oder versucht habe diesen damit zu versinnbildlichen. Tolkien lehnte diese Art der Allegorisierung seiner Geschichten mit der realen Welt jedoch stets ab. Mittelerde stellt, bei aller Ähnlichkeit zur realen Welt, ein eigenes Universum mit eigenständiger Schöpfungsmythologie und einer eigenen sich über Jahrtausende erstreckende Historie dar. Die Welt Arda hat eine eigene Geografie und wird von den unterschiedlichsten Völkern, Pflanzen und Lebewesen bewohnt. Diese haben unterschiedliche Entwicklungsphasen und Charakteristiken sowie eigene Sprachen und Schriften. Die Erzählungen über Mittelerde erfüllen somit die Forderung nach einer eigenständigen Schöpfung, die sich weder als reine Traumwelt darstellt noch einem satirischen Zweck dient oder der Primärwelt einen Spiegel vorhalten möchte. Sie soll, im Gegensatz zu Märchenerzählungen, auch keine Lehren für das reale Leben anbieten.
Tolkiens Werke rund um Mittelerde wurden manchmal mit dem Begriff Eskapismus (Wirklichkeitsflucht) in Verbindung gebracht. Es wurde bemängelt, dass er die Leser zu einer Flucht aus der realen Welt verleite. In einer guten Fantasy-Erzählung kombiniert ein Schriftsteller jedoch nicht wahllos magische Elemente und nennt sie eine „Welt“. Es ist eher so, dass Autoren wie Tolkien oder C. S. Lewis eine Sekundärwelt mit einer eigenen inneren Konsistenz erschufen. Eine solche Welt zu kreieren erforderte nach Tolkiens Meinung mehr Geschick und Einblicke als einen Roman über tatsächliche Ereignisse zu verfassen. Wahre Fantasie sei eine sehr anspruchsvolle Form der Kunst, die ein hohes Maß an Präzision und Vorstellungsvermögen erfordere. Je vollendeter sie ist, desto mehr Ehrfurcht und Verwunderung ruft sie hervor und zwar nicht nur für die Sekundärwelt, sondern ebenso für die Primärwelt. Fairy-stories besitzen die Gabe unseren Blick auf die eigene Welt zu schärfen und diese mit aus einer neuen Blickrichtung zu betrachten, so als ob sie zum ersten Mal gesehen würde. Die Geschichten um die Hobbits Bilbo und Frodo sind angefüllt mit lauter wie zufällig erscheinenden Wendungen zum Guten, die sich beispielsweise aus den kleinen Fehlern ergeben, die Bilbo unterlaufen. Diese sind jedoch blass im Vergleich mit jenem schicksalhaften Ereignis am Ende des Herrn der Ringe. Der Augenblick als Frodo es nicht schafft den Ring in die Feuer des Schicksalsberges zu werfen und dieser nur vernichtet wird, weil Gollum versucht den Ring von seinem Finger zu beißen und dabei mitsamt dem Ring in die Schlucht stürzt. Das ist es, was Tolkien als Eukatastrophe bezeichnete.